# Сазонов, Александр Михайлович
Алекса́ндр Миха́йлович Сазо́нов (20 июня [2 июля] 1897, с. Вязовка, Саратовская губерния — 2 апреля 1955, Саратов) — гвардии генерал-майор, командир 9-й гвардейской воздушно-десантной Полтавской Краснознамённой орденов Суворова и Кутузова дивизии. Участвовал в боях на Курской дуге, в операциях по освобождению Полтавы, Кременчуга (1943), Кировограда (1944), при форсировании Днепра и т. д.

## Биография
Родился в с. Вязовка Саратовского уезда Саратовской губернии. Русский.

### Первая мировая война
Служил в Императорской армии с мая 1916 по октябрь 1917. В 1916 году окончил учебную команду 140-го запасного пехотного полка (Пенза), служил там же младшим, старшим унтер-офицером. С мая 1917 года в составе 1-й батареи 3-го отдельного особого артиллерийского дивизиона воевал старшим фейерверкером под Ригой (Северо-Западный фронт), старший фельдфебель.

### Гражданская война
9 сентября 1918 года вступил в Красную Армию (отряд по борьбе с контрреволюцией и саботажем в Саратове). С октября 1918 — курсант 1-х Саратовских пехотно-пулемётных курсов, с января 1919 — командир отделения там же. В составе курсов участвовал во взятии г. Уральска (1919), в сражениях с казаками генерала Шкуро.
Окончив курсы 15 октября 1919 года, служил в 4-й запасной бригаде в Саратове (командир взвода, роты), с декабря 1919 — в 399-м этапном батальоне (Баку), затем комендантом этапа (Эвлах, Дербент). В 1920—1921 годах — начальник пешей разведки, миномётной команды 3-го запасного пехотного полка (Вольск).
С мая 1921 года — начальник пешей разведки 238-го Брянского стрелкового полка (27-я Омская стрелковая дивизия, Царицын); участвовал в ликвидации бандформирований в Поволжье.
В феврале 1922 окончил курсы высшего и среднего комсостава ПриВО (Самара), после чего служил командиром взвода, роты в 81-м стрелковом полку.

### Мирное время
В 1923 году окончил Высшую объединённую военную школу имени С. С. Каменева (Киев), после чего служил в должностях командира взвода, роты, батальона в 81-м стрелковом полку (Смоленск, Витебск), 191-м стрелковом полку (Смоленск, с 1925), 94-м территориальном стрелковом полку (Саратов, с 1928); помощник начальника штаба, начальник школы младшего комсостава в 15-м отдельном территориальном батальоне (Пенза). Член ВКП(б) с 1927 года.
С мая 1931 — начальник штаба, с февраля 1932 — командир 12-го отдельного стрелкового батальона 4-го отдельного территориального полка (Стерлитамак). В 1932 году окончил курсы штабных командиров при курсах «Выстрел». С сентября 1936 — начальник штаба 294-го горнострелкового полка (Стерлитамак), в 1937 передислоцированного в Петропавловск-Камчатский. С 1938 — командир 138-го горнострелкового полка Камчатской дивизии, с апреля 1941 — заместитель командира 101-й горнострелковой дивизии в составе Тихоокеанского флота.

### Великая Отечественная война
В Великой Отечественной войне — с 10 ноября 1942 на Северо-Западном фронте; 12 ноября 1942 года назначен заместителем командира 23-й гвардейской стрелковой дивизии. С ноября 1942 по март 1943 части дивизии участвовали в ликвидации Демянского «выступа».
С 19 марта 1943 командовал 9-й гвардейской воздушно-десантной дивизией, в составе 5-й гвардейской армии освобождал Николаевскую область.
В боях с 11 по 23 июля 1943 года в районе Прохоровка — совхоз «Октябрьский» дивизия под командованием А. М. Сазонова, вступив в бой с марша и отбивая атаки немецких войск, перешла в контрнаступление и уничтожила до 4 тысяч солдат противника, 110 станковых пулемётов, 90 пушек, 94 танка и 45 грузовых машин. 28 сентября 1943 года гвардии полковник Сазонов Александр Михайлович приказом № 170-н по 5-й гвардейской армии Воронежского фронта был награждён орденом Красного Знамени.
23 сентября 1943 года 9-я гвардейская воздушно-десантная дивизия штурмом овладела Полтавой, ей присвоено почётное наименование «Полтавская». 25 сентября 1943 А. М. Сазонову присвоено звание «генерал-майор».
9-я гвардейская воздушно-десантная дивизия под командованием А. М. Сазонова 29 сентября 1943 года освободила Кременчуг; 9 октября в битве за Днепр захватила плацдарм на западном берегу; 6 декабря освободила Александрию; с января 1944 года участвовала в Кировоградской и Уманско-Ботошанской наступательных операциях. Указом Президиума Верховного Совета СССР от 19.01.1944 генерал-майор Сазонов Александр Михайлович награждён орденом Кутузова 2-й степени.
В марте 1944 в ходе Уманско-Ботошанской операции А. М. Сазонов тяжело заболел и до июня находился на лечении; позднее был назначен начальником Алма-Атинского пехотного училища.

### После войны
С октября 1945 по март 1946 находился в распоряжении ГУК НКО СССР.
С 1946 — начальник военной кафедры Воронежского университета; с октября 1947 по январь 1952 года — в той же должности в Саратовском университете.
В январе 1952 уволен в отставку по болезни. Умер 2 апреля 1955 года в Саратове.

## Награды
- Медаль «20 лет РККА» (1938)
- Орден Красного Знамени (28.9.1943)[5]
- Орден Кутузова 2-й степени (19.1.1944)[6]
- Медаль «За победу над Германией в Великой Отечественной войне 1941—1945 гг.»
- Медаль «30 лет Советской Армии и Флоту» (1948)
- 2 ордена Красного Знамени и орден Ленина — за выслугу лет

## Современники о А. М. Сазонове
Командир дивизии гвардии генерал-майор Александр Михайлович Сазонов был очень требовательным и справедливым человеком. Внешне спокойный и уравновешенный, перед тем как принять решение, он обстоятельно взвешивал все за и против. Приняв решение, он проводил его в жизнь со свойственной ему настойчивостью и твердостью. Как только где-нибудь складывалась тяжелая обстановка, генерал с командующим артиллерией дивизии и начальником разведки направлялся на этот участок и оттуда руководил боем.— Самчук И. А., Скачко П. Г. Атакуют десантники. — Воениздат, 1975.